# Hladké vrchy
Hladké vrchy jsou geomorfologická část podcelku Kobylináč v pohoří Bílé Karpaty.  Rozprostírá se na severním okraji pohoří, přibližně 5 km severozápadně od Púchova a nejvyšší vrch Tlstá hora dosahuje (651 m n. m.)

## Polohopis
Území se nachází na severu pohoří Bílé Karpaty a zabírá východní okraj podcelku Kobylináč. Hladké vrchy obklopuje vícero brázd, kde leží sídla, která svými samotami zasahují i do této části pohoří. Jihovýchodní okraj zasahuje na okraj Púchova, východně v údolí Bielej vody leží Dohňany, Mestečko a Záriečie, západně leží obec Zubák. V rámci pohoří navazuje na severu podcelek Kýčerská hornatina, západně podcelek Kobylináč a jeho část Zubácka brázda a jižním směrem leží Vršatské bradlá s částmi Podvršatská brázda a Vršatské predhorie. Východně sousedí pohoří Javorníky s částí Javornícka brázda. 
Okrajová část Bílých Karpat patří do povodí Váhu a tuto oblast odvodňují dva hlavní vodní toky; západní a jižní svahy odvádějí vodu přítoky říčky Zubák, východním okrajem teče Biela voda. Jejím údolím vedou i významné komunikace na Moravu, silnice I / 49 z Púchova do Vsetína a stejným směrem vedoucí železniční trať. Západní okraj obsluhuje silnice III / 1951 z Lednických Rovní do Zubáka. 

## Chráněná území
Tato část pohoří leží mimo území Chráněné krajinné oblasti Bílé Karpaty . Rovněž se zde nenacházejí žádné zvláště chráněné území. 

## Turismus
Severní okraj Bílých Karpat patří mezi klidné a méně navštěvované oblasti. jediný,  zeleně značený chodník vede z obce Zubák lokalitou Jazero do Záriečie. V jižní části je na Tlstej hore (651 m n. m.) vybudována rozhledna, poskytující kruhový rozhled.

### Vybrané vrcholy
- Tlstá hora (651 m n. m.)
- Černákovec (628 m n. m.)
- Hladký vrch (625 m n. m.)
- Jazero (607 m n. m.)
- Dlhá lúka (581 m n. m.) [2]